# Synorthocladius tamaparvulus
Synorthocladius tamaparvulus är en tvåvingeart som beskrevs av Sasa 1981. Synorthocladius tamaparvulus ingår i släktet Synorthocladius och familjen fjädermyggor. Inga underarter finns listade i Catalogue of Life.